# ヴィットーリオ・エマヌエーレ2世記念堂

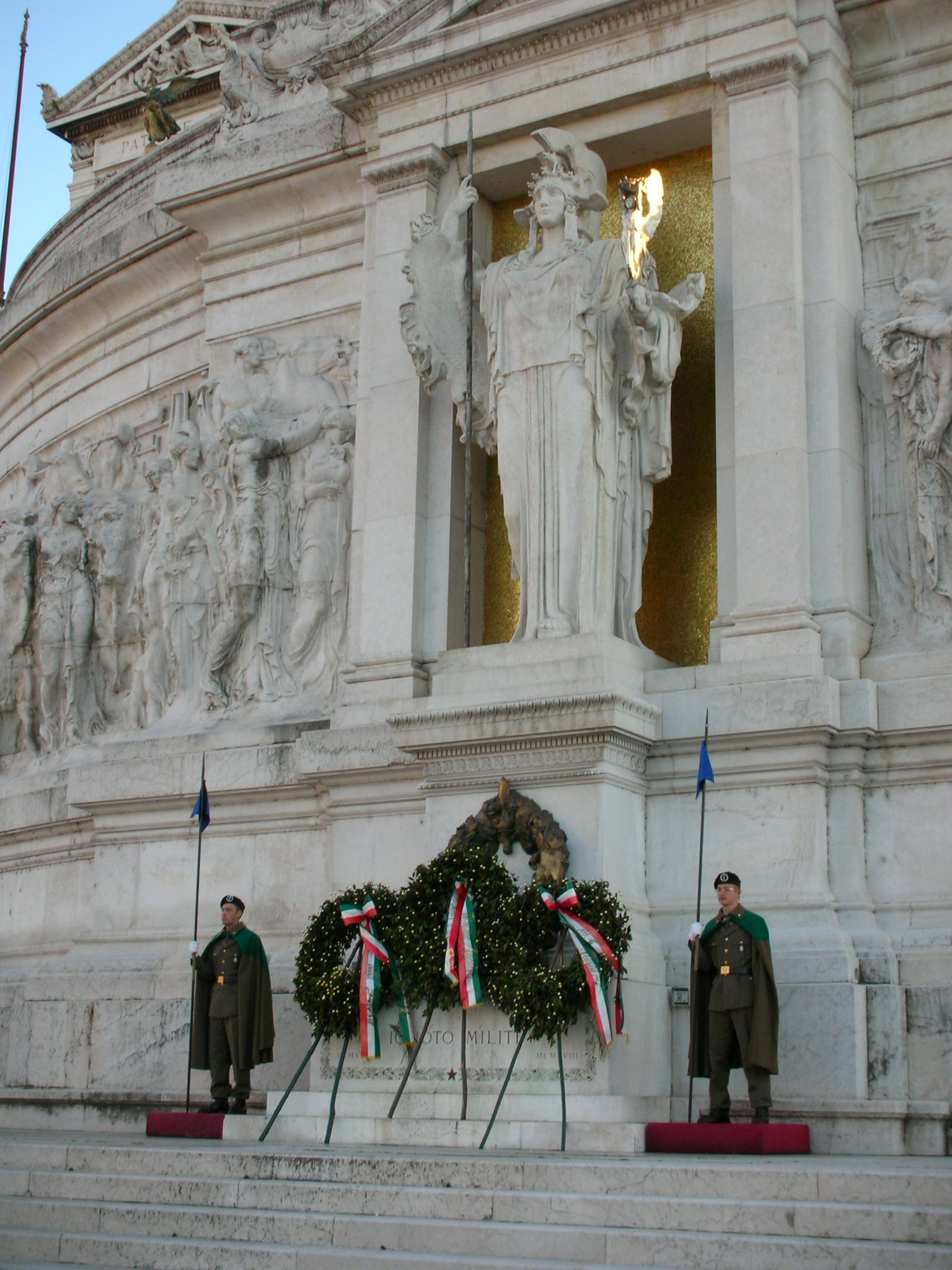
中央にある無名戦士の墓

アルターレ・デッラ・パトリア（伊Altare della Patria、国父の祭壇）は、イタリア王ヴィットーリオ・エマヌエーレ2世の記念堂。ヴィットーリオ・エマヌエーレ2世記念堂（Monumento Nazionale a Vittorio Emanuele II）、或いは短くヴィットーリオ（Vittorio）と呼ばれる場合もある。他に無名戦士の墓としての役割も兼ねており、祭壇が設置されている。建物は首都ローマの中心地に位置しており、ヴェネツィア広場とカピトリーノの丘の間に建設され、1911年に完成した。
設計は建築家ジョセッペ・サッコーニが担当したが、彼の案は建設当時から現在に至るまで賛否を分けている。

## 背景

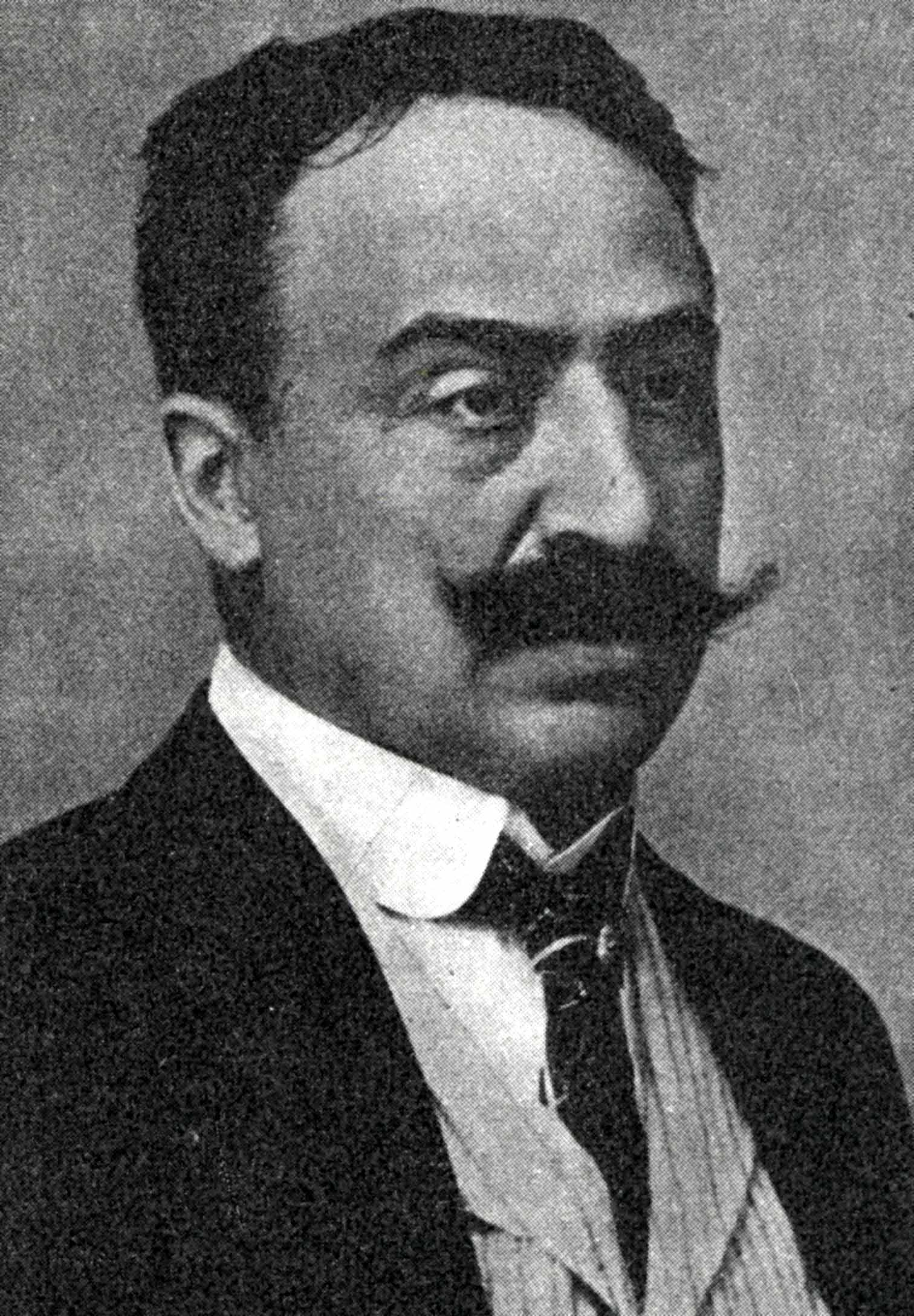
記念堂を設計したジョセッペ・サッコーニ

1885年、サヴォイア朝によるイタリア王国を成立させたヴィットーリオ・エマヌエーレ2世を王国の国父（della Patria）と見なし、その偉業を讃えるべくその息子であるウンベルト1世の治世に建設が開始された。新古典主義の建築家ジョセッペ・サッコーニが設計を行い、彫刻などの装飾は象徴主義の彫刻家レオナルド・ビストルフィ、アンジェロ・ザネッリらが担当した。
建設開始から16年後の1911年に落成式が行われ、1925年に完成した。ロンバルディア州ブレシア県のボッティチーノから切り出された大理石が使われ、パンテオンと同じコリント式の円柱、噴水、大きな階段が特徴的な構造になっている。建物上部にはクアドリガに乗る勝利の女神ヴィクトリアの彫像が二体配置され、建物正面には国王ヴィットーリオ・エマヌエーレ2世の騎馬像が設置されている。
全体で幅135メートル、高さ70メートル（クアドリガに乗るヴィクトリア像を含めれば81メートル）となり、総面積は17000平方メートルとなる。2007年、屋上に向かうエレベーターが設置され、屋上からはローマの市街地を一望できる。

## 施設
身元不明の自国兵士を合同で埋葬するため、各国で無名戦士の墓が建設されているが、アルターレ・デッラ・パトリアはイタリア王国及びイタリア共和国における無名戦士の墓としても機能している。航空理論家として戦略爆撃戦術を構想したジュリオ・ドゥーエ将軍によって第一次世界大戦後に提案され、兵士を弔う祭壇と灯明が設置された。
土台部分にはイタリア統一戦争（リソルジメント）についての歴史博物館が併設されている他、陸軍が編成から外した連隊の連隊旗や、海軍から除籍された艦艇の海軍旗などを保管する「旗の聖堂」 (Sacrario delle Bandiere) が存在する。保管されている海軍旗で最も古い物では両シチリア海軍がボルボーネ級フリゲートとして建造し、のちにイタリア王国海軍に編入されたフリゲート艦「ジュセッペ・ガリバルディ」の旗が展示されている。

## 議論
カピトリーノの丘に目立って聳え立つ新古典主義の建築物は、古代ローマや中世時代の建物が入り乱れる同地において浮いた存在であり、しばしば景観についての議論の対象となった。特に地元の人間からは景観を乱す存在として、独特の柱や階段の位置から「ウェンディングケーキ」「タイプライター」「入れ歯」といった蔑称で呼ばれていた。
一方で地元以外の人間や観光客からはイタリア統一戦争という大きな事績に関連した歴史的建造物として認識され、概ね好評である。特に海外から訪れた観光客にとっては首都ローマを訪れた際に訪れる名所として一般化している。カルロ・アツェリオ・チャンピ大統領時代にはローマ市の中央地として機能する様に先述の展望台などの整備が進められ、一層に観光地として栄える事になった。